# Cruiser Mk II
Le Cruiser Mk II (A10) est un char de combat britannique de la Seconde Guerre mondiale. Il a été développé comme char d'infanterie durant l'entre-deux-guerres, parallèlement au Cruiser Mk I. Reconnu incapable de jouer ce rôle, il a été reclassifié comme char cruiser lourd.

## Conception et développement
Le Cruiser II (A10) fut conçu par Sir John Carden de la compagnie Vickers en 1934 en adaptant l'architecture du Cruiser I (A9). Les deux tourelles latérales de celui-ci furent retirées et un blindage riveté supplémentaire fut ajouté sur le devant et les côtés de l'habitacle, ainsi que sur toutes les faces de la tourelle, ce qui doublait à peu près son épaisseur.
Il n'y avait toujours pas de séparation entre le compartiment du conducteur et celui des tireurs. L'armement de la tourelle centrale était constitué d'un canon anti-char Ordnance QF 2 pounder (40 mm) et d'une mitrailleuse coaxiale Vickers .303. Il y avait aussi une mitrailleuse 7,92 mm dans une barbette à la droite du conducteur. Cela augmentait la puissance de feu au détriment de la simplicité, les deux mitrailleuses utilisant des munitions différentes. L'équipage comptait cinq personnes (chef de char, tireur, pourvoyeur, conducteur, mitrailleur).
La suspension et le moteur étaient les mêmes que ceux du Cruiser I, et le Cruiser II, plus lourd, était donc aussi plus lent. On avait sacrifié la vitesse pour le blindage, mais celui-ci était encore relativement faible, et quand il entra en service en décembre 1939, on se rendit compte qu'il ne pourrait jouer le rôle de char d'infanterie.
La production fut lancée en juillet 1938 : elle fut au total de 175 unités, y compris les versions CS (soutien rapproché). 45 unités furent construites par la Birmingham Railway Carriage and Wagon Company, 45 par la Metropolitan-Cammell  et 10 par Vickers. Fin 1939, une autre commande fut attribuée à la  Birmingham Railway Carriage and Wagon Company, cette fois pour 75 chars.

## Histoire au combat

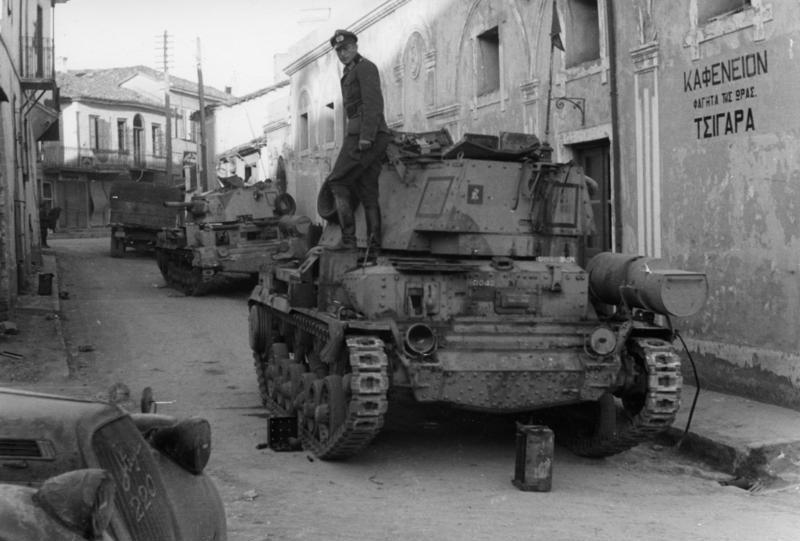
2 Cruisers II abandonnés par l'armée britannique lors de la Bataille de Grèce, avril 1941

De nombreux Cruisers II participèrent à la bataille de France. Leurs résultats en tout-terrain furent assez médiocres, mais ils furent encore utilisés en Afrique du Nord en 1941, à la défense de Tobrouk, où leur fiabilité et la qualité de leurs suspensions furent appréciés dans les environnements du désert. Soixante unités furent transférées en Grèce au 3e régiment Royal de tanks, et bien qu'elles se comportent bien contre les chars allemands, plus de 90 % furent perdues pour des problèmes mécaniques (principalement liés aux chenilles, point faible aussi du Cruiser I).

## Modèles

### Tank, Cruiser, Mk II (A10)
Il était classifié comme « Cruiser lourd ». 31 furent envoyés en France avec la Première Division Blindée britannique. Leurs résultats furent médiocres. Ils furent utilisés au début de la Guerre du désert, jusqu'à la fin 1941.

### Tank, Cruiser, Mk IIA (A10 Mk IA)
La mitrailleuse coaxiale Vickers était remplacée par une mitrailleuse Besa. Un blindage était ajouté autour de la radio.

### Tank, Cruiser, Mk IIA CS (A10 Mk IA CS)

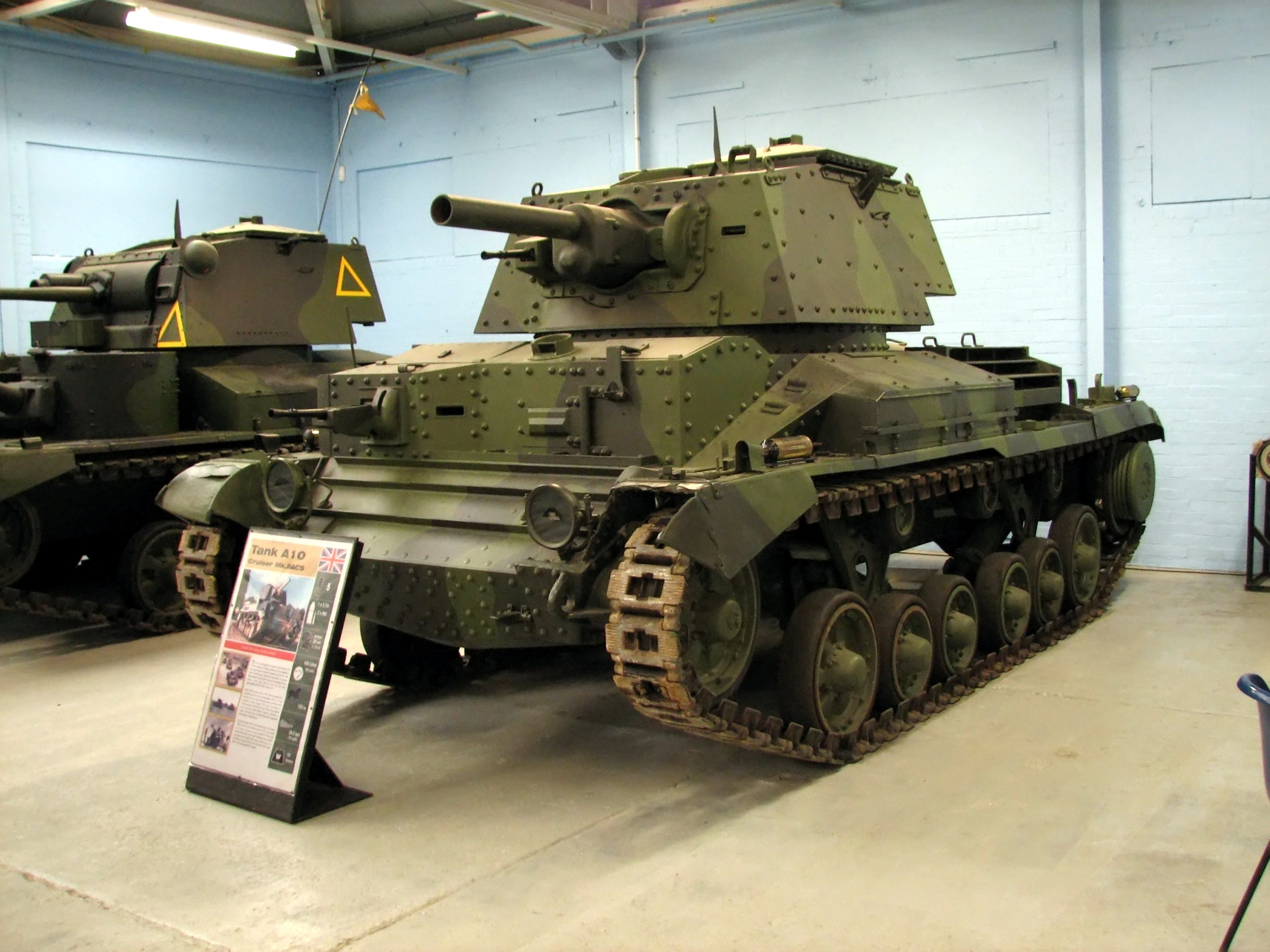
Cruiser Mk II CS au Musée des blindés de Bovington (au second plan, Cruiser Mk I)

CS signifie Close Support. C'est une version destinée au soutien rapproché de l'infanterie, où le canon Ordnance QF 2 pounder est remplacé par un obusier de calibre 3,7 (94 mm). Il disposait de 40 obus fumigènes et de quelques obus à haut pouvoir explosif.